# إرنست هرمان هيملر

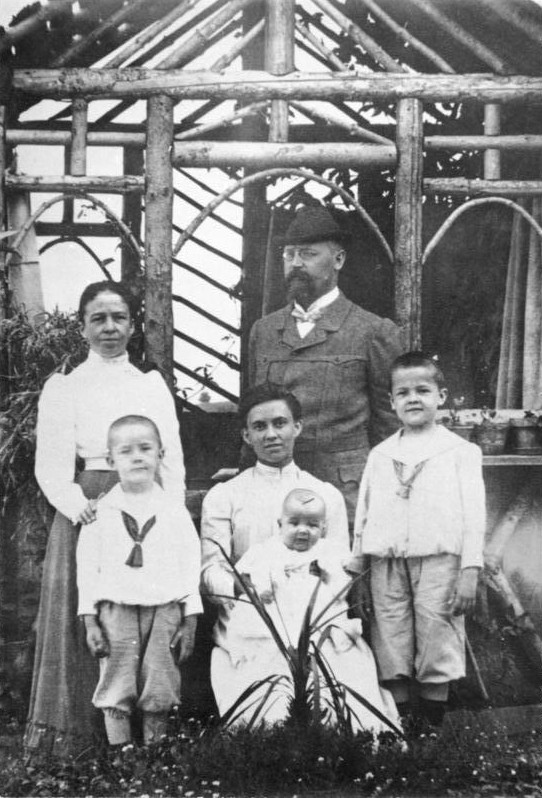

إرنست هرمان هيملر (بالألمانية: Ernst Hermann Himmler)‏ هو مهندس ألماني، ولد في 23 ديسمبر 1905 في ميونخ في ألمانيا، وتوفي في 2 مايو 1945 في برلين في ألمانيا.